# Dicraeopetalum stipulare
Dicraeopetalum stipulare är en ärtväxtart som beskrevs av Hermann August Theodor Harms. Dicraeopetalum stipulare ingår i släktet Dicraeopetalum och familjen ärtväxter. IUCN kategoriserar arten globalt som sårbar. Inga underarter finns listade i Catalogue of Life.